# Carabidomemnus
Carabidomemnus is een geslacht van kevers uit de familie van de loopkevers (Carabidae). De wetenschappelijke naam van het geslacht is voor het eerst geldig gepubliceerd in 1924 door H. Kolbe.

## Soorten
Het geslacht Carabidomemnus omvat de volgende soorten:
- Carabidomemnus acutipennis Luna de Carvalho, 1975
- Carabidomemnus arthopteroides Luna de Carvalho, 1980
- Carabidomemnus baenningeri (H.Kolbe, 1927)
- Carabidomemnus besucheti Luna de Carvalho, 1977
- Carabidomemnus brachynoides Luna de Carvalho, 1959
- Carabidomemnus decellei (Basilewsky, 1962)
- Carabidomemnus endroedyfilius Luna de Carvalho, 1973
- Carabidomemnus evansi (Reichensperger, 1933)
- Carabidomemnus feae (Gestro, 1902)
- Carabidomemnus fulvescens (H.Kolbe, 1927)
- Carabidomemnus hammondi Luna de Carvalho, 1974
- Carabidomemnus hargreavesi Reichensperger, 1930
- Carabidomemnus ituriensis Reichensperger, 1933
- Carabidomemnus jeanfoxae Luna de Carvalho, 1967
- Carabidomemnus kirbii (Westwood, 1864)
- Carabidomemnus lecordieri Luna de Carvalho, 1978
- Carabidomemnus luluanus Basilewsky, 1950
- Carabidomemnus lunacarvalhoi Nagel, 1983
- Carabidomemnus methneri (H.Kolbe, 1927)
- Carabidomemnus minutus (H.Kolbe, 1927)
- Carabidomemnus mollicellus C.A. Dohrn, 1880
- Carabidomemnus ozaenoides Luna de Carvalho, 1956
- Carabidomemnus pallidus (Raffray, 1885)
- Carabidomemnus reichenspergeri Basilewsky, 1950
- Carabidomemnus seineri (H.Kolbe, 1927)
- Carabidomemnus vaticinus (H.Kolbe, 1927)
- Carabidomemnus vilhenai Luna de Carvalho, 1959